# Aranza Vázquez
Aranza Vázquez Montano (La Paz, Baja California Sur, 21 de agosto de 2002) es una clavadista mexicana. Integra la delegación mexicana en los Juegos Olímpicos de París 2024.
Fue nombrada buceadora del Año 2021 ACC Women's  y clavadista del año durante 2021, en la Conferencia de Atlantic Coast.

## Biografía
La deportista comenzó su carrera en clavados desde los cinco años en el Gimnasio de Usos Múltiples Emilio Mendoza Moüet en su ciudad natal y desde corta edad participó en competencias nacionales, consiguiendo en 2012 su primera medalla de bronce.
Estudia Ciencias del Deporte en la Universidad de Carolina del Norte en Estados Unidos.

## Trayectoria
Representó a México y se posicionó en el sexto lugar en trampolín de 3 metros en los Juegos Olímpicos Tokio 2020.
En febrero de 2024, la deportista logró clasificar en el Campeonato Mundial de Deportes Acuáticos Doha 2024 y que le otorgó pase a París 2024.
En las mismas fechas, la deportista prepara su participación en los selectivos nacionales, los cuales definen las plazas para el Mundial, Centroamericanos y Panamericanos.
Además, en 2021, compitió en la Copa del Mundo de Clavados FINA.

## Palmarés internacional
| Campeonato mundial | Campeonato mundial | Campeonato mundial | Campeonato mundial |
| Año                | Lugar              | Medalla            | Prueba             |
| ------------------ | ------------------ | ------------------ | ------------------ |
| 2024               | Doha Catar         | 7°                 | Trampolín 3m       |
| Juegos Olímpicos   |                    |                    |                    |
| Año                | Lugar              | Medalla            | Prueba             |
| 2023               | Fukuoka Japón      | Medalla de bronce  | Trampolín 1m       |
| 2020               | Tokio Japón        | 6°                 | Trampolín 3m       |